# Мекистей
Мекистей (др.-греч. Μηκιστεύς) — персонаж древнегреческой мифологии. Сын Талая и Лисимахи. Отец Евриала. Участник похода против Фив. Об этом говорит Павсаний со ссылкой на Гомера. Убит Меланиппом.